# 平井綾
平井綾（日語：ひらい あや，1989年3月8日—），日本的AV女優。興趣是書法。

## 略歴
- 2008年2月發表AV出道作品『初少女 平井綾』。

### 無修正AV
- MIKADO Vol.5 Lewdness BODY（2009年3月31日）
- Kamikaze Premium Vol.57 Ultra Sex（2009年9月29日）

## 外部連結
- 平井綾官方網誌（日語）
- クリスタル映像 女優情報 平井綾（日語）